# Lina Ron
Ninette Lina Ron Pereira (23 septembre 1959 – 5 mars 2011) est une femme politique vénézuélienne. Fondatrice du parti Unidad Popular Venezolana, un des partis politiques soutenant le président Hugo Chavez, elle a été députée à l'Assemblée nationale, et a dirigé un Bolivarian Circles. Elle est morte d'une crise cardiaque en 2011 à l'âge de 51 ans et a été enterrée dans le cimetière du Sud de la Plaza Andrés Eloy Blanco. Le président Chávez a vanté ses mérites, la considérant comme « un vrai soldat du peuple » et une « révolutionnaire ».

## Enfance
Lina Ron est née à Anaco, dans l’État d'Anzoategui le 23 septembre 1959. Elle était le quatrième enfant de Manuel Ron Chira, un leader politique et de sa femme, Herminia Pereira. Elle et ses six frères - ainsi que ses huit cousins - ont été élevés par la mère de Lina Ron après que le père, Manuel Chira, ait été envoyé en prison pour meurtre.

## Carrière politique
Elle a déménagé à Caracas à l'âge de 27 ans et a commencé par travailler dans un centre commercial avant de devenir chef de file dans le Comité de Luchas Populares (CLP), une organisation de gauche en faveur des étudiants et des vendeurs des rues. Elle a teint ses cheveux en blond platine et a commencé ses activités militantes.

### Approche politique
Ron était très agressive et volatile dans sa politique d'approche au point que même Chávez la considérait comme « incontrôlable » et elle fut même étiquetée comme la « partie moche » de la « Révolution ». Elle a également été un chef de file de l'un des Bolivarian Circles appelé La Piedrita déclarant que ces cercles étaient « armés jusqu'aux dents ». En 2008, elle et ses compagnons ont attaqué le palais de l'archevêque de Caracas, ont expulsé les personnes présentes et ont fermement demandé le soutien de l'Église catholique à la « Révolution »,. En 2009, Ron a mené une attaque armée sur Globovisión, où elle et les attaquants auraient jeté des gaz lacrymogènes blessant plusieurs personnes à l'intérieur et menaçant la sécurité avec des armes. Elle a été emprisonnée pour trois mois à la suite de l'attaque et placée par les États-Unis sur la liste des personnes soupçonnées de terrorisme.

## Mort
Le 5 mars 2011, Andrés Izarra, alors à la tête du ministère du pouvoir populaire pour la Communication et l'Information[réf. nécessaire], a annoncé la mort de Lina Ron d'une « maladie obstructive coronarienne de longue date ». Le fonctionnaires de la morgue de Bello Monte a prouvé que les rumeurs selon lesquelles elle était morte d'une overdose de médicaments étaient fausses, aucune trace n'ayant été trouvé dans ses analyses. À la suite de sa mort, la président Hugo Chávez a déclaré qu'elle « était une épée tranchante et la flamme vive de la révolution bolivarienne socialiste populaire » et que « avec le départ de Lina Ron, l'épée s’aiguisera et la flamme grandira ».

## Sources
- (en) Cet article est partiellement ou en totalité issu de l’article de Wikipédia en anglais intitulé « Lina Ron » (voir la liste des auteurs).